# بانک تارگو
بانک تارگو (انگلیسی: Targobank) شرکت خدمات مالی و بانکداری آلمانی است، که در سال ۱۹۲۶ تأسیس شد.